# حرب السنتين
حرب السنتين، هو المصطلح الذي أطلق على المرحلة الأولى من الحرب الأهلية اللبنانية بين مسلحي الحركة الوطنية اللبنانية والمقاتلين الفلسطينيين من جهة ومسلحي اليمين اللبناني الذي سانده السوريون فيما بعد من جهة أخرى.
إمتدت حرب السنتين بين 13 أبريل 1975 تاريخ اندلاع شرارة المواجهات بعد حادثة عين الرمانة، و 21 أكتوبر 1976 تاريخ إتفاق وقف إطلاق النار وقرار مؤتمر الرياض إرسال قوات ردع عربية.

## سير المعارك
بدأت المعارك إثر كمين نصبه مسلحين من حزب الكتائب لحافلة كانت تقل عشرات الفلسطينيين العائدين من حفل تأبين معروف سعد ما أدى إلى مقتل 26 منهم وجرح الباقين، ما دفع المقاتلين الفلسطينيين بالهجوم على معسكرات الكتائب لاحقا. حينها بدأت الحرب الأهلية اللبنانية وانتشرت في لبنان كانتشار النار في الهشيم، وقد نشب قتال ضاري للغاية بين مسلحي الفصائل الفلسطينية ومسلحي اليمين اللبناني.
بتاريخ 18 كانون الثاني 1976 إستطاعت القوى اليمينية اجتياح الكرنتينا والمسلخ وهما مناطق نفوذ فلسطيني ويساري لبناني وإيقاع 1000 قتيل على الأقل، مما حدا بالقوات الفلسطينية المتواجدة في الجنوب إلى التدخل فزحفت من الجنوب واجتاحت الدامور والسعديات واستمرت في تقدمها حتى اجتاحت أغلب مناطق الساحل اللبناني وتوغلت في بيروت وخاضت معارك متحالفة مع القوات اليسارية اللبنانية المساندة لها ضد القوى المسيحية الأخرى فيما عرف في حينها بحرب الفنادق، في تلك الأثناء كان مسلحي الكتائب ،نمور الأحرار وحراس الأرز يحاصرون مخيم تل الزعتر الفلسطيني ويضغطون عليه بشدة لكن مقاومة المقاتلين الفلسطينيين المدافعين عن المخيم أخّرت سقوطه، في المقابل حارب الفدائيين الفلسطينيين من خارج المخيم ومحيطه لفك الحصار عن المخيم بالضغط على الكتائب في أماكن أخرى فشنوا هجوما واسعا على الجبل بالتعاون مع الدروز وتوغلوا في العمق المسيحي حتى وصلوا عينطورة، كما توجه العديد من المسلحين التابعين لحركة فتح مباشرة لفك الحصار إلا أن دخول القوات السورية عجّل بسقوط المخيم ومنع الفدائيين من الوصول للنجدة، إشتبكت القوات المشتركة (الفلسطينية، الوطنية اللبنانية) مع القوات السورية المتوغلة في العمق اللبناني واستطاعت في البداية أن توقع خسائر فيها إلا أنها في النهاية بدأت تخسر مواقعها خصوصا بعد استفاقة اليمين اللبناني من الضربات التي وجّهت له وقيامه بإستغلال التدخل السوري واستعادة مواقعه التي خسرها، وبعد ذلك تم التوقيع إتفاقية تقاسمت من خلالها القوى المتحاربة النفوذ على بيروت فأصبح يوجد ما يُعرف بالشطر الغربي والشرقي.